# Liste des cathédrales du Piémont
Cet article recense les cathédrales du Piémont en Italie.

## Généralités
La totalité des cathédrales érigées dans le Piémont sont des édifices de l'Église catholique. Administrativement, la majeure partie de la région est sous la juridiction de la région ecclésiastique du Piémont, soit deux archidiocèses (Turin et Verceil) et quatorze diocèses (Acqui, Albe, Alexandrie, Asti, Bielle, Casale Monferrato, Coni, Fossano, Ivrée, Mondovi, Novare, Pignerol, Saluces et Suse). L'extrémité sud-est du Piémont est couverte par le diocèse de Tortone, appartenant à la région ecclésiastique de Ligurie.
Au total, la région compte dix-sept cathédrales.

## Liste
| Édifice                                     | Commune           | Province   | Diocèse           | Notes             | Coordonnées                      | Illus. |
| ------------------------------------------- | ----------------- | ---------- | ----------------- | ----------------- | -------------------------------- | ------ |
| Notre-Dame-de-l'Assomption                  | Acqui Terme       | Alexandrie | Acqui             |                   | 44° 40′ 27″ nord, 8° 28′ 16″ est |        |
| Saints-Pierre-et-Marc                       | Alexandrie        | Alexandrie | Alexandrie        |                   | 44° 54′ 44″ nord, 8° 37′ 06″ est |        |
| Saint-Laurent                               | Casale Monferrato | Alexandrie | Casale Monferrato |                   | 45° 08′ 14″ nord, 8° 27′ 09″ est |        |
| Notre-Dame-de-l'Assomption-et-Saint-Laurent | Tortone           | Alexandrie | Tortone           |                   | 44° 53′ 51″ nord, 8° 51′ 54″ est |        |
| Notre-Dame-de-l'Assomption                  | Asti              | Asti       | Asti              |                   | 44° 54′ 03″ nord, 8° 11′ 52″ est |        |
| Saint-Étienne                               | Biella            | Biella     | Bielle            |                   | 45° 33′ 58″ nord, 8° 03′ 14″ est |        |
| Saint-Laurent                               | Alba              | Coni       | Albe              |                   | 44° 42′ 03″ nord, 8° 02′ 11″ est |        |
| Notre-Dame-du-Bois                          | Coni              | Coni       | Coni              |                   | 44° 23′ 26″ nord, 7° 32′ 56″ est |        |
| Notre-Dame-et-Saint-Juvenal                 | Fossano           | Coni       | Coni              | Basilique mineure | 44° 32′ 57″ nord, 7° 43′ 31″ est |        |
| Saint-Donat                                 | Mondovi           | Coni       | Mondovi           |                   | 44° 23′ 22″ nord, 7° 49′ 45″ est |        |
| Notre-Dame-de-l'Assomption                  | Saluces           | Coni       | Saluces           |                   | 44° 38′ 41″ nord, 7° 29′ 36″ est |        |
| Notre-Dame-de-l'Assomption                  | Novare            | Novare     | Novare            |                   | 45° 26′ 45″ nord, 8° 37′ 10″ est |        |
| Notre-Dame-de-l'Assomption                  | Ivrée             | Turin      | Ivrée             |                   | 45° 28′ 05″ nord, 7° 52′ 31″ est |        |
| Saint-Donat                                 | Pignerol          | Turin      | Pignerol          |                   | 44° 53′ 09″ nord, 7° 19′ 47″ est |        |
| Saint-Just                                  | Suse              | Turin      | Suse              |                   | 45° 08′ 14″ nord, 7° 02′ 42″ est |        |
| Saint-Jean-Baptiste                         | Turin             | Turin      | Turin             | Basilique mineure | 45° 04′ 24″ nord, 7° 41′ 07″ est |        |
| Saint-Eusèbe                                | Verceil           | Verceil    | Verceil           | Basilique mineure | 45° 19′ 49″ nord, 8° 25′ 21″ est |        |